# Benetutti
Benetutti (en sarde : Benethùthi) est une commune de la province de Sassari dans la Sardaigne en Italie. Il fait partie du canton du Goceano

## Géographie

### Communes limitrophes
Bono, Bultei, Nule, Nuoro, Oniferi, Orani, Orune, Pattada

## Histoire
De nombreux éléments de la culture nuragique sont présents sur le territoire de la commune. Par la suite, les Romains ont laissé quelques traces de leur présence comme le montre, par exemple, une baignoire thermale qui se trouve à l’intérieur des thermes de San Saturnino : Benetutti possède des eaux thermales qui jaillissent à des endroits divers sur son territoire et sont inévitablement liées aux légendes autour du toponyme.

## Économie
Benetutti possèdent des établissements de bains privés mais aussi plusieurs sources naturelles que l’on peut librement utiliser pour des usages thermaux. 

## Administration
| Période                                  | Période  | Identité         | Étiquette | Qualité |
| ---------------------------------------- | -------- | ---------------- | --------- | ------- |
| 29 mai 2006                              | En cours | Gianni Murineddu |           |         |
| Les données manquantes sont à compléter. |          |                  |           |         |

### Évolution démographique
Habitants recensés

### Personnalités liées à la commune
- Pietro Soddu
- Francesco Cocco-Ortu

## Culture

### Patrimoine
Benetutti possède des nombreux sites archéologiques remontant à la préhistoire et à l'époque romaine.

### Évènement commémoratif
Les fêtes de Pâques avec procession et grandes célébrations se déroule à partir du jeudi saint et la fête foraine de Sainte Elena le 18 août.